# Leonardo (single)
Leonardo is een lied van het album Alle kleuren van de Vlaamse meidengroep K3. De single kwam uit in 2000.
Dit lied gaat over Leonardo DiCaprio die in 1997 zeer bekend is geworden door de film Titanic. Vanaf toen werd Leonardo een tieneridool. Het lied gaat dan ook vooral over zijn personage Jack uit diezelfde film en wat hij meemaakte in de film. In 2015 stond de single in de Ultratop 50.

## Hitnoteringen

### VlaamseUltratop 50
| Positie: | 25 | 34 | uit |